# Доленьські Топлиці (община)
Община Доленьські Топлиці (словен. Občina Dolenjske Toplice) — одна з общин Словенії. Адміністративним центром є місто Доленьські Топлиці.

## Населення
У 2011 році в общині проживало 3396 осіб, 1696 чоловіків і 1700 жінок. Чисельність економічно активного населення (за місцем проживання), 1432 осіб. Середня щомісячна чиста заробітна плата одного працівника (EUR), 882,54 (в середньому по Словенії 987.39). Приблизно кожен другий житель у громаді має автомобіль (54 автомобілі на 100 жителів). Середній вік жителів склав 40,9 роки (в середньому по Словенії 41.8). 